# Stem Cell Research & Therapy
Stem Cell Research & Therapy is een internationaal, aan collegiale toetsing onderworpen wetenschappelijk tijdschrift op het gebied van de celbiologie. De naam wordt in literatuurverwijzingen meestal afgekort tot Stem Cell Res. Ther. Het wordt uitgegeven door BioMed Central.